# Niagara Escarpment AVA
Niagara Escarpment AVA (anerkannt seit dem 11. Oktober  2005) ist ein Weinbaugebiet im Bundesstaat New York. Das Gebiet liegt in der Zone der Niagara-Schichtstufe, die auf Englisch Niagara Escarpment genannt wird.
Nach der Prohibition konnte der Weinbau nur sehr schwer Tritt fassen, obwohl erste Weinberge im 19. Jahrhundert angelegt wurden.  Seit den 1990er Jahren schließlich entstanden insgesamt zehn Weingüter, die in ihrem Zusammenschluss den Niagara Wine Trail darstellen. Die Weinbauaktivität auf kanadischer Seite des Niagara River, der Niagara-Halbinsel (→ Weinbau in Kanada) ist deutlich ausgeprägter.
Das insgesamt kühle Weinbauklima wirkt sich in der Wahl der Rebsorten aus. Neben sehr winterharten und frühreifenden französischen Hybridreben oder lokalen Neuzüchtungen fällt die Wahl vermehrt auf frühreifende europäische Edelreben, ⁣⁣um die Qualität der Weine zu verbessern.